# Альберт (лунный кратер)
Кратер Альберт (лат. Albert) — крохотный ударный кратер в западной части моря Дождей на видимой стороне Луны, в месте посадки космического аппарата Луна-17 с Луноходом-1. Название дано по русскому мужскому имени в честь бортинженера второго расчёта телеоператорного управления Луноходами, Альберта Евстафьевича Кожевникова и утверждено Международным астрономическим союзом в 2012 г. В связи с небольшим размером кратера по правилам МАС для него было выбрано личное имя, в отличие от наименований больших кратеров, называемых в честь конкретных учёных.

## Описание кратера

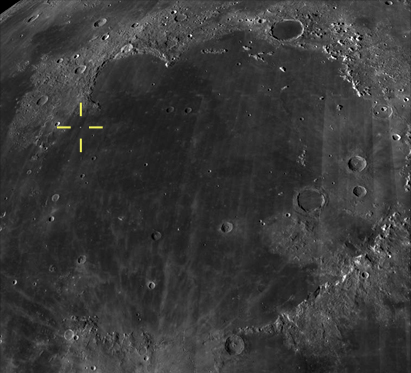
Месторасположение кратера на снимке Моря Дождей

Кратер находится приблизительно в 125 метрах на северо-западе от конечной точки маршрута Лунохода-1. Кроме этого кратера на маршруте Лунохода-1 собственные имена получили кратеры Вася, Николя, Слава, Игорь, Костя, Витя, Гена, Боря, Валера, Коля и Леонид. Селенографические координаты центра кратера — 38°18′ с. ш. 35°00′ з. д. / 38,3° с. ш. 35° з. д., диаметр — 0,1 км.
Кратер имеет чашеобразную форму и испещрен множеством ещё более крохотных кратеров.

## Сателлитные кратеры
Отсутствуют